# Stanton (Texas)
Stanton település az Amerikai Egyesült Államok Texas államában, Martin megyében, melynek megyeszékhelye is. Lakosainak száma 2657 fő (2020. április 1.).

## Népesség
A település népességének változása:

| 2010 | 2 492 |
| 2020 | 2 657 |